# Mauville
Mauville is een gehucht in de Franse gemeente Fresnes-lès-Montauban in het departement Pas-de-Calais. Het landelijk gehuchtje omvat slechts een hoeve.

## Geschiedenis
De naam Mauville is afkomstig van Mala Villa. Uit de 12de eeuw dateert een vermelding als Mooville. Het plaatsje bestond uit de heerlijke hoeve met daaronder enkele armenhuisjes. In 1303 werd de plaats platgebrand door de Vlamingen.
Op het eind van het ancien régime werd Mauville een gemeente. In 1805 werd de kleine gemeente Mauville (17 inwoners in 1800) al opgeheven en samengevoegd met buurgemeente Fresnes-lès-Montauban (320 inwoners in 1800).